# Callopistria falcata
Callopistria falcata är en fjärilsart som beskrevs av Holloway 1979. Callopistria falcata ingår i släktet Callopistria och familjen nattflyn. Inga underarter finns listade i Catalogue of Life.